# Kainah
Kainah (Blood; Kri; = 'krvav'), pleme ameriških Indijancev konfederacije Blackfoot iz  južne Alberte, Kanada in sosednje Montana. Jezikovno, kulturno in etnično sorodni drugima članoma konfederacije Piegan in Siksika, oziroma jezikovni družini Algonquian.
Pleme je pripadalo skupini prerijskih Indijancev, lovcev na bizone in nomadov. Danes pleme živi v rezervatu Blackfoot v Montani in rezervatu Blood (Kainaiwa) v Alberti, zahodno od Cardstona. Nekdanja lovišča so bila v hribih Hand, blizu Drumhellerja, Sweetgrass Hillsa in sedanjega območja Lethbridgea v Kanadi. Sestavljalo jih je 15 skupin:
- Ahkaiksumiks /?/.
- Ahkaipokaks ali Many Children.
- Ahkotashiks ali Many Horses.
- Ahkwonistsists ali Many Lodge Poles.
- Anepo.
- Apikaiyiks ali Skunks.
- Aputosikainah ali North Bloods.
- Inuhksoyistamiks ali Long Tail Lodge Poles.
- Isisokasimiks ali Hair Shirts.
- Istsikainah ali Woods Bloods.
- Mameoya ali Fish Eaters.
- Nitikskiks ali Lone Fighters.
- Saksinahmahyiks ali Short Bows.
- Siksahpuniks ali Blackblood.
- Siksinokaks ali Black Elks

## Ime
Ime Blood (Kri) so jim dali ljudje iz družbe Hudson Bay Company, po običaju, da si od ušesa do ušesa v višini ust porišejo rdečo črto. Ime Kainah ali Kainaiwa izvira iz legendarnega dogodka, ko jih je nekoč v taboru obiskal Indijanec Siksika in jih vprašal: "Kdo je tukaj poglavar?", so v en glas odgovorili: "Jaz sem." Siksika je nato odgovoril: "Imenoval vas bom 'Pleme mnogih poglavarjev' (iz Aka - "mnogi" in Nina - "poglavar")."

## Etnografija
"Življenje in običaji"
Leta 1882 je pleme štelo približno 1.800 duš. Moški so bili visoki več kot 1,8 metra, ženske so bile nekoliko nižje, a močne in lepega videza. Nomadi, kot drugi Blackfoot, so se potikali po območju od porečja Missouri do reke Reed Deer v Kanadi. Izginotje bizonov je Indijance prisililo, da so postali odvisni od drugih virov preživetja. Zato so leta 1877 končali svoje nomadsko življenje z odhodom v rezervat, znan kot Blood rezervat, blizu mormonskega mesta Cardston.
Bili so verno ljudstvo, za katerega ima religija zelo pomemben vpliv na življenje. Središče njihovega čaščenja je sonce ("Natos") in luna ("Kokomi-kisum"), nekatera ozvezdja in nižja božanstva ali duhovi gora, gozdov, potokov itd. Njihov najpomembnejši obred je bil "Ples Sonca", ki je značilen za prerijska plemena. V njihovem jeziku se imenuje "okan" ali "ples sonca". Časti sonce, hkrati pa mlade uvaja v svet odraslih. Pretepe in samopoškodovanje je treba prenesti brez izkazovanja strahu ali bolečine, da bi postali bojevnik in moški. Zelo grozljivi opisi tega plesa ("pohk hong") so podani Indijancem Mandan.

## Galerija
- Kaistosinikyi Kill-For-Nothing, Kainah.
- Stsimaki ("Nerada-biti-ženska") - Kainah.
- Poglavar Kainah, vojni poglavar Indijancev Piegan in Indijanec Kutenai